# 黄毛曲瓣梾木
黄毛曲瓣梾木（学名：Swida monbeigii var. xanthotricha）为山茱萸科梾木属下的一个变种。

## 扩展阅读
- 維基物種上的相關：黄毛曲瓣梾木